# Бузан (Русско-Полянский район)
Буза́н — аул в Русско-Полянском районе Омской области России. Входит в Алаботинское сельское поселение.

## География
Климат
- Среднегодовая температура воздуха — 3,6 °C
- Относительная влажность воздуха — 63,5 %
- Средняя скорость ветра — 4,1 м/с

| Показатель                            | Янв.  | Фев.  | Март | Апр. | Май  | Июнь | Июль | Авг. | Сен. | Окт. | Нояб. | Дек.  | Год |
| ------------------------------------- | ----- | ----- | ---- | ---- | ---- | ---- | ---- | ---- | ---- | ---- | ----- | ----- | --- |
| Средняя температура, °C               | −14,1 | −13,9 | −8,3 | 3,8  | 14,8 | 20,3 | 22,1 | 19,3 | 12,4 | 4,4  | −6,4  | −12,5 | 3,6 |
| Источник: NASA. База данных RETScreen |       |       |      |      |      |      |      |      |      |      |       |       |     |

## Население
| 2010 | 2014 | 2015 |
| ---- | ---- | ---- |
| 149  | ↘134 | ↗159 |

## Инфраструктура
Фельдшерско-акушерский пункт, основная общеобразовательная школа, образование ведётся на русском языке.